# محدوده‌های فرکانسی فرگشت بلندمدت
شبکه های مخابراتی فرگشت بلندمدت (اختصاری LTE) از باندهای فرکانسی متفاوت که هر کدام پهنای‌باند خاصی تخصیص داده شده، استفاده می‌کنند.

## باندهای فرکانسی
به منظور فهرست کردن باندهای فرکانسی در جدول زیر، به آخرین نسخه منتشر شده استاندارد 3GPP TS 36.101 مراجعه شده است. در این استاندارد جداول 5.5-1 با نام "باندهای عملیاتی E-UTRA" و جدول 5.6.1-1 با نام "پهنای باند کانال E-UTRA" مورد استفاده قرار گرفته است. این جداول فرکانس تخصیص داده شده به اِل‌تی‌ای و پهنای باند کانالی که در آن فرکانس پشتیبانی شده آورده شده است.
| باند | حالت دوطرفگی | بسامد ƒ (مگاهرتز) | اسم مرسوم                              | زیر مجموعه ای از باند | رو به بالا(مگاهرتز) | رو به پایین(مگاهرتز) | فاصله دوطرفه گی (مگاهرتز) | پهنای باند کانال (مگاهرتز) | اشارات                           |
| ---- | ------------ | ----------------- | -------------------------------------- | --------------------- | ------------------- | -------------------- | ------------------------- | -------------------------- | -------------------------------- |
| 1    | اف‌دی‌دی       | ۲۱۰۰              | آی‌ام‌تی                                 | 65                    | 1920 – 1980         | 2110 – 2170          | 190                       | 5، 10، 15، 20              |                                  |
| 2    | اف‌دی‌دی       | ۱۹۰۰              | پی‌سی‌اِس                                 | 25                    | 1850 – 1910         | 1930 – 1990          | 80                        | 1.4، 3، 5، 10، 15، 20      |                                  |
| 3    | اف‌دی‌دی       | ۱۸۰۰              | دی‌سی‌اِس                                 |                       | 1710 – 1785         | 1805 – 1880          | 95                        | 1.4، 3، 5، 10، 15، 20      |                                  |
| 4    | اف‌دی‌دی       | ۱۷۰۰              | اِی‌دابلیواس-۱                           | 10، 66                | 1710 – 1755         | 2110 – 2155          | 400                       | 1.4، 3، 5، 10، 15، 20      |                                  |
| 5    | اف‌دی‌دی       | ۸۵۰               | شبکه سلولی                             | 26                    | 824 – 849           | 869 – 894            | 45                        | 1.4، 3، 5، 10              |                                  |
| 7    | اف‌دی‌دی       | ۲۶۰۰              | آی‌ام‌تی-ای                              |                       | 2500 – 2570         | 2620 – 2690          | 120                       | 5، 10، 15، 20              |                                  |
| 8    | اف‌دی‌دی       | ۹۰۰               | جی‌اس‌ام گسترش‌یافته                      |                       | 880 – 915           | 925 – 960            | 45                        | 1.4، 3، 5، 10              |                                  |
| 11   | اف‌دی‌دی       | ۱۵۰۰              | پی‌دی‌سی پایین (ژاپن)                    | 74                    | 1427.9 – 1447.9     | 1475.9 – 1495.9      | 48                        | 5، 10                      |                                  |
| 12   | اف‌دی‌دی       | ۷۰۰               | اِس‌اِم‌اِچ پایین                           | 85                    | 699 – 716           | 729 – 746            | 30                        | 1.4، 3، 5، 10              |                                  |
| 13   | اف‌دی‌دی       | ۷۰۰               | اِس‌اِم‌اِچ بالا                            |                       | 777 – 787           | 746 – 756            | −31                       | 5، 10                      |                                  |
| 14   | اف‌دی‌دی       | ۷۰۰               | اِس‌اِم‌اِچ بالا                            |                       | 788 – 798           | 758 – 768            | −30                       | 5، 10                      |                                  |
| 17   | اف‌دی‌دی       | ۷۰۰               | اِس‌اِم‌اِچ پایین                           | 12، 85                | 704 – 716           | 734 – 746            | 30                        | 5، 10                      |                                  |
| 18   | اف‌دی‌دی       | ۸۵۰               | ۸۰۰ پایین (ژاپن)                       | 26                    | 815 – 830           | 860 – 875            | 45                        | 5، 10، 15                  |                                  |
| 19   | اف‌دی‌دی       | ۸۵۰               | ۸۰۰ بالا (ژاپن)                        | 5، 26                 | 830 – 845           | 875 – 890            | 45                        | 5، 10، 15                  |                                  |
| 20   | اف‌دی‌دی       | ۸۰۰               | سهم دیجیتال[en] (اتحادیه اروپا)        |                       | 832 – 862           | 791 – 821            | −41                       | 5، 10، 15، 20              |                                  |
| 21   | اف‌دی‌دی       | ۱۵۰۰              | پی‌دی‌سی بالا (ژاپن)                     | 74                    | 1447.9 – 1462.9     | 1495.9 – 1510.9      | 48                        | 5، 10، 15                  |                                  |
| 24   | اف‌دی‌دی       | ۱۶۰۰              | باند ال بالا (ایالات متحده)            |                       | 1626.5 – 1660.5     | 1525 – 1559          | −101.5                    | 5، 10                      |                                  |
| 25   | اف‌دی‌دی       | ۱۹۰۰              | پی‌سی‌اِس گسترش‌یافته                      |                       | 1850 – 1915         | 1930 – 1995          | 80                        | 1.4، 3، 5، 10، 15، 20      |                                  |
| 26   | اف‌دی‌دی       | ۸۵۰               | شبکه سلولی گسترش‌یافته                  |                       | 814 – 849           | 859 – 894            | 45                        | 1.4، 3، 5، 10، 15          |                                  |
| 28   | اف‌دی‌دی       | ۷۰۰               | ای‌پی‌تی[en]                             |                       | 703 – 748           | 758 – 803            | 55                        | 3، 5، 10، 15، 20           |                                  |
| 29   | اس‌دی‌اِل       | ۷۰۰               | اِس‌اِم‌اِچ پایین                           | 44                    | —                   | 717 – 728            | —                         | 3، 5، 10                   |                                  |
| 30   | اف‌دی‌دی       | ۲۳۰۰              | دابلیوسی‌اس                             |                       | 2305 – 2315         | 2350 – 2360          | 45                        | 5، 10                      |                                  |
| 31   | اف‌دی‌دی       | ۴۵۰               | اِن‌اِم‌تی                                 |                       | 452.5 – 457.5       | 462.5 – 467.5        | 10                        | 1.4، 3، 5                  |                                  |
| 32   | اس‌دی‌اِل       | ۱۵۰۰              | باند ال (اتحادیه اروپا)                | 75                    | —                   | 1452 – 1496          | —                         | 5، 10، 15، 20              |                                  |
| 34   | تی‌دی‌دی       | 2000              | آی‌ام‌تی                                 |                       | 2010 – 2025         | 2010 – 2025          | —                         | 5، 10، 15                  |                                  |
| 37   | تی‌دی‌دی       | ۱۹۰۰              | پی‌سی‌اِس                                 |                       | 1910 – 1930         | 1910 – 1930          | —                         | 5، 10، 15، 20              | فاصله‌گذاری بین دوطرفگی پی‌سی‌اِس    |
| 38   | تی‌دی‌دی       | ۲۶۰۰              | آی‌ام‌تی-ای                              | 41                    | 2570 – 2620         | 2570 – 2620          | —                         | 5، 10، 15، 20              | فاصله‌گذاری بین دوطرفگی آی‌ام‌تی-ای |
| 39   | تی‌دی‌دی       | ۱۹۰۰              | فاصله دی‌سی‌اِس-آی‌ام‌تی                    |                       | 1880 – 1920         | 1880 – 1920          | —                         | 5، 10، 15، 20              |                                  |
| 40   | تی‌دی‌دی       | ۲۳۰۰              | باند اس                                |                       | 2300 – 2400         | 2300 – 2400          | —                         | 5، 10، 15، 20              |                                  |
| 41   | تی‌دی‌دی       | ۲۵۰۰              | بی‌آر‌اِس (ایالات متحده)                  |                       | 2496 – 2690         | 2496 – 2690          | —                         | 5، 10، 15، 20              |                                  |
| 42   | تی‌دی‌دی       | ۳۵۰۰              | سی‌بی‌آر‌اِس (اتحادیه اروپا، ژاپن)         |                       | 3400 – 3600         | 3400 – 3600          | —                         | 5، 10، 15، 20              |                                  |
| 43   | تی‌دی‌دی       | ۳۷۰۰              | باند سی                                |                       | 3600 – 3800         | 3600 – 3800          | —                         | 5، 10، 15، 20              |                                  |
| 46   | تی‌دی‌دی       | ۵۲۰۰              | یو-ان‌ان‌آی-۱-۴                          |                       | 5150 – 5925         | 5150 – 5925          | —                         | 10، 20                     | LAA                              |
| 47   | تی‌دی‌دی       | 5۹۰۰              | یو-ان‌ان‌آی-۴                            | 46                    | 5855 – 5925         | 5855 – 5925          | —                         | 10، 20                     | V2X                              |
| 48   | تی‌دی‌دی       | ۳۵۰۰              | سی‌بی‌آر‌اِس (ایالات متحده)                | 49                    | 3550 – 3700         | 3550 – 3700          | —                         | 5، 10، 15، 20              |                                  |
| 50   | تی‌دی‌دی       | ۱۵۰۰              | باند ال (اتحادیه اروپا)                | 45                    | 1432 – 1517         | 1432 – 1517          | —                         | 3، 5، 10، 15، 20           |                                  |
| 51   | تی‌دی‌دی       | ۱۵۰۰              | باند ال گسترش‌یافته (اتحادیه اروپا)     |                       | 1427 – 1432         | 1427 – 1432          | —                         | 3، 5                       |                                  |
| 53   | تی‌دی‌دی       | 2400              | باند اس                                |                       | 2483.5 – 2495       | 2483.5 – 2495        | —                         | 1.4، 3، 5، 10              |                                  |
| 65   | اف‌دی‌دی       | ۲۱۰۰              | آی‌ام‌تی گسترش‌یافته                      |                       | 1920 – 2010         | 2110 – 2200          | 190                       | 1.4، 3، 5، 10، 15، 20      |                                  |
| 66   | اف‌دی‌دی       | ۱۷۰۰              | اِی‌دابلیواس گسترش‌یافته (اِی‌دابلیواس-۱-۳) |                       | 1710 – 1780         | 2110 – 2200          | 400                       | 1.4، 3، 5، 10، 15، 20      |                                  |
| 67   | اس‌دی‌اِل       | ۷۰۰               | EU ۷۰۰                                 |                       | —                   | 738 – 758            | —                         | 5، 10، 15، 20              |                                  |
| 69   | اس‌دی‌اِل       | ۲۶۰۰              | آی‌ام‌تی-ای                              |                       | —                   | 2570 – 2620          | —                         | 5، 10، 15، 20              | فاصله‌گذاری بین دوطرفگی آی‌ام‌تی-ای |
| 70   | اف‌دی‌دی       | ۱۷۰۰              | اِی‌دابلیواس گسترش‌یافته (اِی‌دابلیواس-۲-۴) |                       | 1695 – 1710         | 1995 – 2020          | 295 – 300                 | 5، 10، 15، 20              | [ ۲ ]                            |
| 71   | اف‌دی‌دی       | ۶۰۰               | سهم دیجیتال[en] (ایالات متحده)         |                       | 663 – 698           | 617 – 652            | −46                       | 5، 10، 15، 20              |                                  |
| 72   | اف‌دی‌دی       | ۴۵۰               | پی‌اِم‌آر (اتحادیه اروپا)                 |                       | 451 – 456           | 461 – 466            | 10                        | 1.4، 3، 5                  |                                  |
| 73   | اف‌دی‌دی       | ۴۵۰               | پی‌اِم‌آر (ای‌پی‌تی)                        |                       | 450 – 455           | 460 – 465            | 10                        | 1.4، 3، 5                  |                                  |
| 74   | اف‌دی‌دی       | ۱۵۰۰              | باند ال پایین (ایالات متحده)           |                       | 1427 – 1470         | 1475 – 1518          | 48                        | 1.4، 3، 5، 10، 15، 20      |                                  |
| 75   | اس‌دی‌اِل       | ۱۵۰۰              | باند ال (اتحادیه اروپا)                |                       | —                   | 1432 – 1517          | —                         | 5، 10، 15، 20              |                                  |
| 76   | اس‌دی‌اِل       | ۱۵۰۰              | باند ال گسترش‌یافته (اتحادیه اروپا)     |                       | —                   | 1427 – 1432          | —                         | 5                          |                                  |
| 85   | اف‌دی‌دی       | ۷۰۰               | اِس‌اِم‌اِچ پایین گسترش‌یافته                | 12                    | 698 – 716           | 728 – 746            | 30                        | 5، 10                      |                                  |
| 87   | اف‌دی‌دی       | ۴۱۰               | پی‌اِم‌آر (ای‌پی‌تی)                        |                       | 410 – 415           | 420 – 425            | 10                        | 1.4، 3، 5                  |                                  |
| 88   | اف‌دی‌دی       | ۴۱۰               | پی‌اِم‌آر (اتحادیه اروپا)                 |                       | 412 – 417           | 422 – 427            | 10                        | 1.4، 3، 5                  |                                  |
| 103  | اف‌دی‌دی       | ۷۰۰               | اِس‌اِم‌اِچ بالا                            |                       | 787 – 788           | 757 – 758            | -30                       |                            | [ ۳ ]                            |
| باند | حالت دوطرفگی | بسامد ƒ (مگاهرتز) | اسم مرسوم                              | زیر مجموعه ای از باند | رو به بالا(مگاهرتز) | رو به پایین(مگاهرتز) | فاصله دوطرفه گی (مگاهرتز) | پهنای باند کانال (مگاهرتز) | اشارات                           |

1. ↑   دوطرفگی تقسیم فرکانس (FDD); دوطرفگی تقسیم زمان (TDD); پایین‌دست تکمیلی اف‌دی‌دی [خ]; پایین‌دست مستقل تنها [د]
2. ↑   ارسال از تجهیزات کاربر;دریافت در ایستگاه پایه
3. ↑   دریافت در تجهیزات کاربر;ارسال از ایستگاه پایه

1. ↑   پایین‌دست به 1526-1536 مگاهرتز محدود است
2. ↑   بالادست به 1627.5-1637.5 مگاهرتز و 1646.5-1656.5 مگاهرتز محدود است
3. ↑   پایین‌دست بین 2180-2200 مگاهرتز به پایین‌دست تکمیلی داخل باند محدود است
4. ↑   فاصله دوطرفگی بستگی به این دارد که آیا بالادست با بخش پایینی پایین‌دست انطباق دارد یا بخش بالایی آن. در این صورت بقیه پایین‌دست قابل استفاده را میتوان برای پایین‌دست تکمیلی داخل باند بکار برد
5. ↑  فقط تجمیع حامل

1. ↑  Personal Communications Service (PCS)
2. ↑  Digital Cellular System
3. ↑  Advanced Wireless Services (AWS)
4. ↑  Personal Digital Cellular (PDC)
5. ↑  Personal Digital Cellular (PDC)
6. ↑  Wireless Communications Service (WCS)
7. ↑  Nordic Mobile Telephone (NMT)
8. ↑  Professional Mobile Radio (PMR)
9. FDD supplemental downlink (SDL)
10. Standalone Downlink Only (SDO)

## باندهای فرکانسی منسوخ شده
این باندها توسط 3GPP تعریف شده‌اند، اما هرگز به صورت تجاری پیاده‌سازی نشده‌اند، توسط دستگاه های تجاری پشتیبانی نمی‌شوند یا دیگر مورد استفاده قرار نمی‌گیرند. 
| باند | حالت دوطرفگی | بسامد ƒ (مگاهرتز) | اسم مرسوم             | زیر مجموعه ای از باند | رو به بالا(مگاهرتز) | رو به پایین(مگاهرتز) | فاصله دوطرفگی (مگاهرتز) | پهنای باند کانال (مگاهرتز) | اشارات          |
| ---- | ------------ | ----------------- | --------------------- | --------------------- | ------------------- | -------------------- | ----------------------- | -------------------------- | --------------- |
| 6    | اف‌دی‌دی       | ۸۰۰               | یوام‌تی‌اس ۸۰۰          | 5، 19، 26             | 830 – 840           | 875 – 885            | 45                      | 5، 10                      |                 |
| 9    | اف‌دی‌دی       | ۱۸۰۰              | یوام‌تی‌اس ۱۷۰۰         | 3                     | 1749.9 – 1784.9     | 1844.9 – 1879.9      | 95                      | 5، 10                      |                 |
| 10   | اف‌دی‌دی       | ۱۷۰۰              | اِی‌دابلیواس گسترش‌یافته | 4، 66                 | 1710 – 1770         | 2110 – 2170          | 400                     | 5، 10، 15، 20              |                 |
| 22   | اف‌دی‌دی       | ۳۵۰۰              | باند سی               |                       | 3410 – ۳۵۰۰         | 3510 – 3۶۰۰          | 100                     | 5، 10، 15، 20              |                 |
| 23   | اف‌دی‌دی       | 2000              | اِی‌دابلیواس-۴          |                       | 2000 – 2020         | 2180 – 2200          | 180                     | 1.4، 3، 5، 10، 15، 20      |                 |
| 27   | اف‌دی‌دی       | ۸۰۰               | اِس‌اِم‌آر                |                       | 807 – 824           | 852 – 869            | 45                      | 1.4، 3، 5، 10              |                 |
| 33   | تی‌دی‌دی       | ۱۹۰۰              | آی‌ام‌تی                | 39                    | 1900 – 1920         | 1900 – 1920          | —                       | 5، 10، 15، 20              |                 |
| 35   | تی‌دی‌دی       | ۱۹۰۰              | پی‌سی‌اِس                |                       | 1850 – 1910         | 1850 – 1910          | —                       | 1.4، 3، 5، 10، 15، 20      | پی‌سی‌اِس بالادست  |
| 36   | تی‌دی‌دی       | ۱۹۰۰              | پی‌سی‌اِس                |                       | 1930 – 1990         | 1930 – 1990          | —                       | 1.4، 3، 5، 10، 15، 20      | پی‌سی‌اِس پایین‌دست |
| 44   | تی‌دی‌دی       | ۷۰۰               | ای‌پی‌تی[en]            |                       | 703 – 803           | 703 – 803            | —                       | 3، 5، 10، 15، 20           |                 |
| 45   | تی‌دی‌دی       | ۱۵۰۰              | باند ال               | 50                    | 1447 – 1467         | 1447 – 1467          | —                       | 5، 10، 15، 20              |                 |
| 49   | تی‌دی‌دی       | ۳۵۰۰              | باند سی               | 48                    | 3550 – ۳۷۰۰         | 3550 – ۳۷۰۰          | —                       | 10، 20                     |                 |
| 52   | تی‌دی‌دی       | 3300              | باند سی               |                       | 3300 – 3400         | 3300 – 3400          | —                       | 5، 10، 15، 20              |                 |
| 68   | اف‌دی‌دی       | ۷۰۰               | ME ۷۰۰ (MEA)          |                       | 698 – 728           | 753 – 783            | 55                      | 5، 10، 15                  |                 |
| 252  | اس‌دی‌اِل       | ۵۲۰۰              | یو-ان‌ان‌آی-۱           |                       | —                   | 5150 – 5250          | —                       | 5، 10، 15، 20              | اِل‌تی‌ای-یو       |
| 255  | اس‌دی‌اِل       | 5۸۰۰              | یو-ان‌ان‌آی-۳           |                       | —                   | 5725 – 5۸۵۰          | —                       | 5، 10، 15، 20              | اِل‌تی‌ای-یو       |
| باند | حالت دوطرفگی | بسامد ƒ (مگاهرتز) | اسم مرسوم             | زیر مجموعه ای از باند | رو به بالا(مگاهرتز) | رو به پایین(مگاهرتز) | فاصله دوطرفگی (مگاهرتز) | پهنای باند کانال (مگاهرتز) | اشارات          |

1. ↑  Specialized Mobile Radio (SMR)

## پیاده‌سازی بر اساس منطقه
جدول زیر باندهای استاندارد اِل‌تی‌ای و کاربرد منطقه‌ای آنها را نشان می‌دهد. باندهای اِل‌تی‌ای اصلی به صورت پررنگ نمایش داده شده‌اند. آنهایی که هنوز پیاده‌سازی نشده و در دسترس نیستند با (N/A) نمایش داده شده‌اند. پیاده‌سازی جزئی از کشوری به کشور دیگر متفاوت است و جزئیات در فهرست شبکه‌های اِل‌تی‌ای موجود است.
- شبکه‌های روی باندهای اِل‌تی‌ای ۷، ۲۸ (اِل‌تی‌ای-اف‌دی‌دی) برای رومینگ جهانی در مناطق ۱، ۲، و ۳ آی‌تی‌یو مناسب هستند.
- شبکه‌های روی باندهای اِل‌تی‌ای ۱، ۳ (اِل‌تی‌ای-اف‌دی‌دی) برای رومینگ در مناطق ۱، ۳ و تا حدی منطقه ۲ آی‌تی‌یو مناسب هستند (مثلا کاستاریکا، ونزوئلا، برزیل و برخی از کشورها یا مناطق کارائیب.
- شبکه های روی باند اِل‌تی‌ای ۲۰ (اِل‌تی‌ای-اف‌دی‌دی) فقط برای رومینگ در منطقه 1 آی‌تی‌یو مناسب هستند.
- شبکه های روی باند اِل‌تی‌ای ۵ (اِل‌تی‌ای-اف‌دی‌دی) برای رومینگ در مناطق ۲ و ۳ آی‌تی‌یو مناسب هستند.
- شبکه‌های روی باندهای اِل‌تی‌ای ۳۸، ۴۰ (اِل‌تی‌ای-تی‌دی‌دی) ممکن است در آینده امکان رومینگ جهانی را فراهم کنند (مناطق ۱، ۲، و ۳ آی‌تی‌یو).
- شبکه‌های روی باند اِل‌تی‌ای ۸ (اِل‌تی‌ای-اف‌دی‌دی) ممکن است اجازه رومینگ مناسب برای رومینگ در مناطق آی‌تی‌یو ۱، ۳ و تا حدی منطقه ۲ را بدهند (مثلاً پرو، السالوادور، برزیل و برخی از کشورها یا قلمروهای دریای کارائیب) در آینده.
- شبکه های روی باندهای ۲ و ۴ اِل‌تی‌ای (اِل‌تی‌ای-اف‌دی‌دی) فقط برای رومینگ در منطقه ۲ آی‌تی‌یو (آمریکا) مناسب هستند.

| باند | حالت دوطرفگی | بسامد ƒ (مگاهرتز) | اسم مرسوم           | آمریکای شمالی                                                                | آمریکای مرکزی و جنوبی                                                               | کارائیب                                                                                | اروپا                                                                          | افریقا                                                | آسیا | اقیانوسیه                                                                        |
| ---- | ------------ | ----------------- | ------------------- | ---------------------------------------------------------------------------- | ----------------------------------------------------------------------------------- | -------------------------------------------------------------------------------------- | ------------------------------------------------------------------------------ | ----------------------------------------------------- | --- | -------------------------------------------------------------------------------- |
| 01   | اف‌دی‌دی       | ۲۱۰۰              | آی‌ام‌تی              | نه                                                                           | برزیل، کاستاریکا                                                                    | نه                                                                                     | آری                                                                            | افریقای جنوبی (Cell C، ام‌تی‌ان، وداکام)، نامیبیا، کنیا | آری | استرالیا (ودافون)، نیوزلند (۲دِگریز، اسپارک، ودافون)، پولونز فرانسوی              |
| 02   | اف‌دی‌دی       | ۱۹۰۰              | پی‌سی‌اِس              | آری                                                                          | آری                                                                                 | آری                                                                                    | نه                                                                             | نه                                                    | نه | نه                                                                               |
| 03   | اف‌دی‌دی       | ۱۸۰۰              | دی‌سی‌اِس              | نه                                                                           | برزیل، کاستاریکا (کلارو، موویستار)، گینه فرانسوی، سورینام، ونزوئلا (جی‌اس‌ام دیجیتال) | آروبا (SETAR)، جزایر کایمَن، (دیجی‌سل)، کوبا (اِتِکسا)، جمهوری دومینیکن (آلتیس دومینیکانا) | آری                                                                            | آری                                                   | آری | پولونز فرانسوی ، نیوزلند (۲دِگریز، اسپارک، ودافون)                                |
| 04   | اف‌دی‌دی       | ۱۷۰۰              | اِی‌دابلیواس          | آری                                                                          | آری                                                                                 | آری                                                                                    | نه                                                                             | نه                                                    | نه | نه                                                                               |
| 05   | اف‌دی‌دی       | ۸۵۰               | سی‌اِل‌آر              | آری                                                                          | ال سالوادور، گواتمالا                                                               | باربادوس (فلو)، برمودا، جمهوری دومینیکن (آلتیس)                                        | نه                                                                             | مالاوی                                                | کامبوج، هند (جیو، ایرتل)، اندونزی (سمارتفرن)، مالزی (تلکام مالزی)، پاکستان (تله‌نور)، فیلیپین (اسمارت کامیونیکیشنز)، کره جنوبی (ال‌جی یوپلاس، اس‌کی تلکام)، چین(چاینا تله‌کام)، ازبکستان (بی‌لاین) | استرالیا (ودافون)                                                                |
| 07   | اف‌دی‌دی       | ۲۶۰۰              | آی‌ام‌تی-ای           | کانادا (بل موبیلیتی، راجرز، تلاس، فریدام)، مکزیک (اِی‌تی‌اَندتی، تلسل)           | آری                                                                                 | گوادلوپ، مارتینیک، جمهوری دومینیکن (کلارو)                                             | آری                                                                            | غنا (سِرف‌لاین)، زامبیا (ام‌تی‌ان، زَم‌تِل)                  | آری | استرالیا (ودافون)، نیوزلند (اسپارک، ودافون)، پولونز فرانسوی (وینی، ویتی، ودافون) |
| 08   | اف‌دی‌دی       | ۹۰۰               | ای-جی‌اس‌ام           | نه                                                                           | پرو (ویت‌تل)                                                                         | جزایر ویرجین بریتانیا                                                                  | آری                                                                            | نیجریه، افریقای جنوبی (وداکام)                        | آری | استرالیا (ودافون)، نیوزلند (۲دِگریز)                                              |
| 11   | اف‌دی‌دی       | ۱۵۰۰              | اِل-پی‌دی‌سی           | نه                                                                           | نه                                                                                  | نه                                                                                     | نه                                                                             | نه                                                    | ژاپن (آی یو، سافت‌بنک) | نه                                                                               |
| 12   | اف‌دی‌دی       | ۷۰۰               | اِل-اِس‌اِم‌اِچ           | کانادا (بل، راجرز، تلاس)، ایالات متحده (اِی‌تی‌اَندتی، تی-موبایل، یو. اس. سلولر) | بولیوی، بلیز                                                                        | آری                                                                                    | نه                                                                             | نه                                                    | نه | کیریباتی (تی‌اِس‌کِی‌اِل)                                                              |
| 13   | اف‌دی‌دی       | ۷۰۰               | یو-اس‌اِم‌اِچ           | کانادا (بل، تلاس)، ایالات متحده (ورایزن)                                     | بولیوی، بلیز                                                                        | آری                                                                                    | نه                                                                             | نه                                                    | ازبکستان (یوسل) | نه                                                                               |
| 14   | اف‌دی‌دی       | ۷۰۰               | یو-اس‌اِم‌اِچ           | ایالات متحده (فِرست‌نِت/اِی‌تی‌اَندتی)                                              | —                                                                                   | باربادوس (نپتون)                                                                       | نه                                                                             | نه                                                    | نه | نه                                                                               |
| 17   | اف‌دی‌دی       | ۷۰۰               | اِل-اِس‌اِم‌اِچ           | کانادا (بل، تلاس)، ایالات متحده (اِی‌تی‌اَندتی)                                  | بولیوی، بلیز                                                                        | آری                                                                                    | نه                                                                             | نه                                                    | نه | نه                                                                               |
| 18   | اف‌دی‌دی       | ۸۰۰               | L۸۰۰                | نه                                                                           | نه                                                                                  | نه                                                                                     | نه                                                                             | نه                                                    | ژاپن (آی یو) | نه                                                                               |
| 19   | اف‌دی‌دی       | ۸۰۰               | U۸۰۰                | نه                                                                           | نه                                                                                  | نه                                                                                     | نه                                                                             | نه                                                    | ژاپن (ان‌تی‌تی دوکومو) | نه                                                                               |
| 20   | اف‌دی‌دی       | ۸۰۰               | ای‌یو‌دی‌دی            | نه                                                                           | نه                                                                                  | گوادلوپ، مارتینیک، هائیتی                                                              | آری                                                                            | آری                                                   | قزاقستان (بی‌لاین، کی‌سل)، نپال (نپال تلکام)، ایران (هی‌وب) | فیجی (دیجی‌سل)، پولونز فرانسوی ، کلدونیای جدید (OPT)                              |
| 21   | اف‌دی‌دی       | ۱۵۰۰              | یو-پی‌دی‌سی           | نه                                                                           | نه                                                                                  | نه                                                                                     | نه                                                                             | نه                                                    | ژاپن (ان‌تی‌تی دوکومو) | نه                                                                               |
| 25   | اف‌دی‌دی       | ۱۹۰۰              | ای-پی‌سی‌اِس           | ایالات متحده (سی& سپایِر، تی-موبایل)                                          | —                                                                                   | —                                                                                      | نه                                                                             | نه                                                    | نه | نه                                                                               |
| 26   | اف‌دی‌دی       | ۸۵۰               | ای-سی‌اِل‌آر           | ایالات متحده (تی-موبایل)                                                     | —                                                                                   | —                                                                                      | —                                                                              | —                                                     | ژاپن (آی یو، ان‌تی‌تی دوکومو) | —                                                                                |
| 28   | اف‌دی‌دی       | ۷۰۰               | ای‌پی‌تی[en]          | مکزیک (رِد کومپارتیدا)                                                        | آری                                                                                 | کوبا، جمهوری دومینیکن، ترینیداد و توباگو                                               | آری                                                                            | نیجریه (گلو موبایل)، کنیا                             | آری | آری                                                                              |
| 29   | اس‌دی‌اِل       | ۷۰۰               | اِل-اِس‌اِم‌اِچ           | ایالات متحده (اِی‌تی‌اَندتی)، کانادا (بل، تلاس)                                  | —                                                                                   | —                                                                                      | نه                                                                             | نه                                                    | نه | نه                                                                               |
| 30   | اف‌دی‌دی       | ۲۳۰۰              | دابلیوسی‌اس          | ایالات متحده (اِی‌تی‌اَندتی)، کانادا (تلاس، اِکلپورنِت)                            | نه                                                                                  | نه                                                                                     | نه                                                                             | نه                                                    | نه | نه                                                                               |
| 31   | اف‌دی‌دی       | ۴۵۰               | اِن‌اِم‌تی              | نه                                                                           | —                                                                                   | نه                                                                                     | دانمارک (نت۱)، فنلاند (اوکو موبایل)، نروژ (آیس)، روسیه (اسکای‌لینک)، سوئد (نت۱) | —                                                     | ارمنستان (بی‌لاین)، اندونزی، فیلیپین | —                                                                                |
| 32   | اس‌دی‌اِل       | ۱۵۰۰              | باند ال             | نه                                                                           | —                                                                                   | —                                                                                      | ایتالیا (تی‌آی‌اِم، ودافون)                                                       | —                                                     | — | —                                                                                |
| 38   | تی‌دی‌دی       | ۲۶۰۰              | آی‌ام‌تی-ای           | کانادا، مکزیک (اِی‌تی‌اَندتی)                                                    | برزیل، کلمبیا                                                                       | جمهوری دومینیکن                                                                        | آری                                                                            | نامیبیا                                               | مالزی ، میانمار، سری لانکا (اِس‌اِل‌تی)، ایران (های‌وب) | —                                                                                |
| 39   | تی‌دی‌دی       | ۱۹۰۰              | فاصله دی‌سی‌اِس-آی‌ام‌تی | نه                                                                           | نه                                                                                  | نه                                                                                     | نه                                                                             | نه                                                    | چین (چاینا موبایل) | نه                                                                               |
| 40   | تی‌دی‌دی       | ۲۳۰۰              | باند اس             | نه                                                                           | —                                                                                   | —                                                                                      | لاتویا (اِل‌اِم‌تی)، لیتوانی (مزون)، انگلیس (او۲)، روسیه (تله‌۲)                    | زامبیا (زَم‌تِل)                                         | آری | آری                                                                              |
| 41   | تی‌دی‌دی       | ۲۵۰۰              | بی‌آر‌اِس              | ایالات متحده (سی& سپایِر، تی-موبایل)، کانادا (اِکلپورنِت)                       | —                                                                                   | ترینیداد و توباگو (بی موبایل)                                                          | نه                                                                             | ماداگاسکار(بلولاین)                                   | چین (چاینا موبایل)، ژاپن (کی‌دی‌دی‌آی ، سافت‌بنک)، فیلیپین (گلوب)، هند (ودافون آیدیا) | نه                                                                               |
| 42   | تی‌دی‌دی       | ۳۵۰۰              | باند سی             | کانادا (بل، اِکلپورنِت)                                                        | شیلی، آرژانتین، کلمبیا (دایرکت‌تی‌وی)                                                 | —                                                                                      | اسلواکی (او۲ ، اسلووانت)                                                       | نه                                                    | ایران (ایرانسل)، موبين نت)، ژاپن (آی یو، ان‌تی‌تی دوکومو، سافت‌بنک) | —                                                                                |
| 43   | تی‌دی‌دی       | ۳۷۰۰              | باند سی             | کانادا (بل، اِکلپورنِت)                                                        | آرژانتین (دایرکت‌تی‌وی)                                                               | —                                                                                      | اسلواکی (او۲)                                                                  | نه                                                    | ایران ایرانسل | نه                                                                               |
| 46   | تی‌دی‌دی       | ۵۲۰۰              | یو-اِن‌اِن‌آی-۱-۴       | ایالات متحده (اِی‌تی‌اَندتی، تی-موبایل، ورایزن)                                  | —                                                                                   | —                                                                                      | انگلیس (ای‌ای)                                                                  |                                                       | |                                                                                  |
| 48   | تی‌دی‌دی       | ۳۵۰۰              | سی‌بی‌آر‌اِس            | ایالات متحده (ورایزن)                                                        | —                                                                                   | —                                                                                      | نه                                                                             | نه                                                    | نه | نه                                                                               |
| 65   | اف‌دی‌دی       | ۲۱۰۰              | آی‌ام‌تی-ای           | نه                                                                           | —                                                                                   | —                                                                                      | اِی‌ای‌اِن(تی-موبایل، اینمارست)                                                    | —                                                     | — | —                                                                                |
| 66   | اف‌دی‌دی       | ۱۷۰۰              | ای-اِی‌دابلیواس       | آری                                                                          | —                                                                                   | —                                                                                      | نه                                                                             | نه                                                    | نه | نه                                                                               |
| 71   | اف‌دی‌دی       | ۶۰۰               | یواِس‌اِس‌دی            | کانادا (راجرز)، ایالات متحده (سی& سپایِر، تی-موبایل)                          | —                                                                                   | —                                                                                      | نه                                                                             | نه                                                    | نه | نه                                                                               |
| باند | حالت دوطرفگی | بسامد ƒ (مگاهرتز) | اسم مرسوم           | آمریکای شمالی                                                                | آمریکای مرکزی و جنوبی                                                               | کارائیب                                                                                | اروپا                                                                          | افریقا                                                | آسیا | اقیانوسیه                                                                        |

1. ↑   Frequency-division duplexing (FDD); time-division duplexing (TDD)
2. 1 2 3  ITU Region 2
3. 1 2  ITU Region 1
4. 1 2  ITU Region 3

## پیوند های بیرونی
- ماشین حساب EARFCN و مرجع باند
- مرجع و ابزار باندهای فرکانس بی سیم و پروتکل های مخابراتی